# Pelagonema anoplum
Pelagonema anoplum är en rundmaskart som beskrevs av Hans August Kreis 1932. Pelagonema anoplum ingår i släktet Pelagonema och familjen Oncholaimidae. Inga underarter finns listade i Catalogue of Life.